# Вефсн
Вефсн (норв. Vefsn, южносаам. Vaapste) — коммуна в фюльке Нурланн в Норвегии. Является частью исторического региона Хельгеланд. Административный центр коммуны — город Мушёэн.
Вефсн получил статус коммуны 1 января 1838 года. В 1862 году территория Хаттфьелльдала была отделена от Весна и сама стала коммуной. Город Мушёэн был отделён в 1876 году и стала отдельной коммуной. В 1927 году от Весна были отделены новые коммуны Древья и Гране. 1 января 1962 года город Мушёэн и коммуны Древья и Эльсфьорд были вновь присоединены к Весну. 1 января 1995 года материковая территория Алстахёуга перешла в подчинение коммуны Вефсн.

## Общая информация

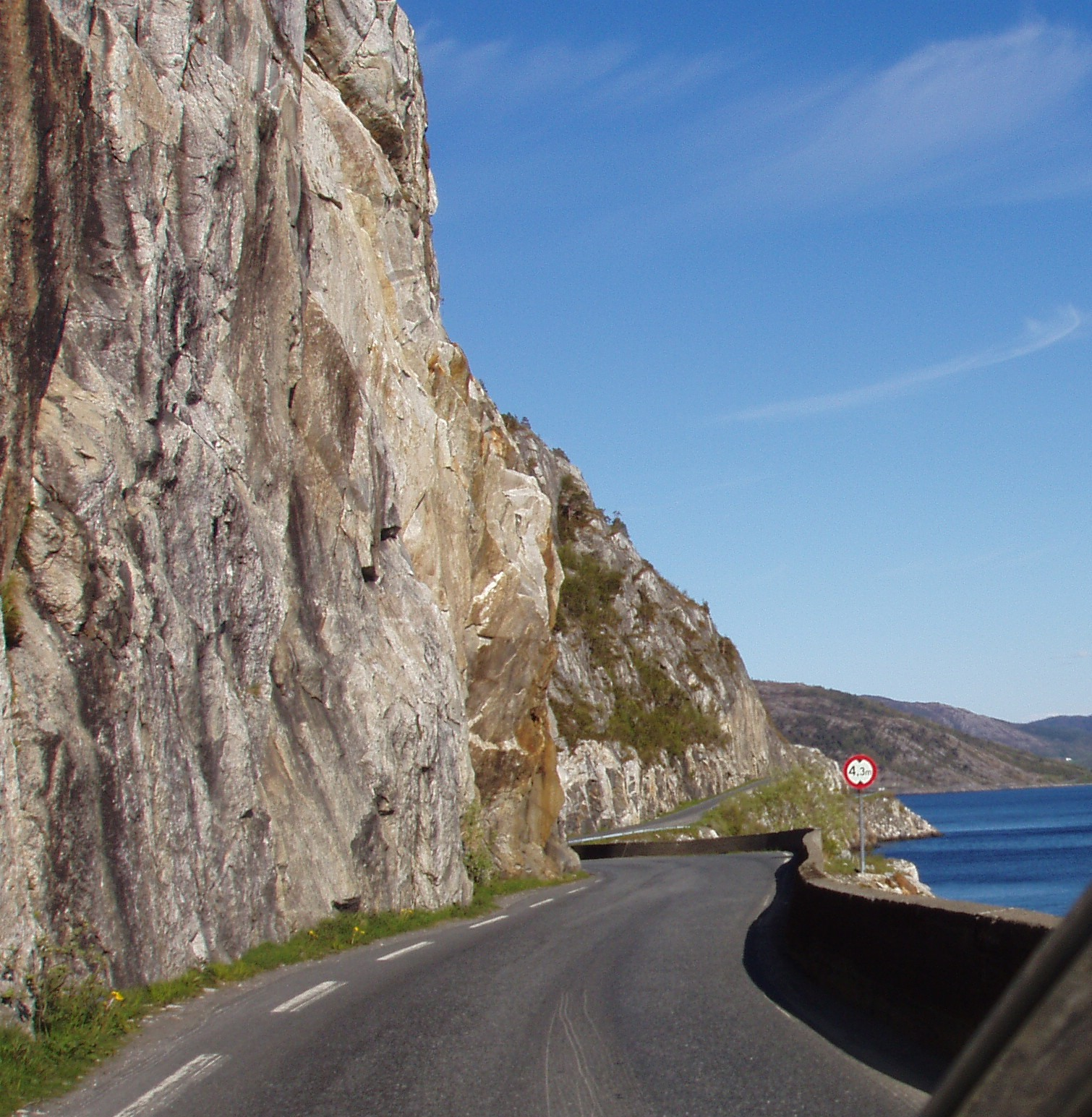
Дорога вдоль Вефснфьорда

### Название
Коммуна получила своё название по реке Вефсна (этимология названия реки неизвестна).

### Герб
Герб коммуны был принят 13 сентября 1974 года, на нём изображён петух, который является символом наблюдательности и бдительности. Такой герб был принят коммуной Мушёэн 25 марта 1960 года; после слияния коммуны Мушёэн с коммунами Вефсн, Древья и Эльсфьорд в 1962 году, новым названием коммуны стало Вефсн — и старый герб Мушёэна был выбран для новой коммуны. Несмотря на то, что герб официально считался устаревшим после слияния коммун, он был переутверждён в 1974 году.

## География
Административный центр коммуны Вефсн — город Мушёэн расположен вдоль внутренней части Вефснфьорда. За пределами Мушёэна в коммуне доминируют еловые леса, горы, озёра и река Вефсна. Коммуна обслуживается аэропортом Мушёэн, расположенном в Кьерстаде.
Здесь находятся практически нетронутые территории хвойных лесов, как внутри коммуны, так и вдоль побережья. Заповедник Скьёрлегда является хорошим примером защиты лесов.